# III Zbór Kościoła Chrześcijan Baptystów "Kościół 5N" w Poznaniu
Zbór Kościoła Chrześcijan Baptystów w Poznaniu – Kościół 5N – zbór Kościoła Chrześcijan Baptystów znajdujący się w Poznaniu. Nabożeństwa odbywają się w Domu Kultury "Orle Gniazdo" na os. Lecha 43. Spotkanie rozpoczyna się o godzinie 10:00, a samo nabożeństwo ma początek o godzinie 11:00. 
Powstał jesienią 2002 r. z inicjatywy Piotra Zaremby, który został jego pastorem.
Od 2015 roku w K5N funkcjonuje grupa młodzieżowa "NIEletni K5N", której spotkania od tamtej pory odbywają w każdy piątek podczas trwania roku szkolnego. 
Jesienią 2024 roku odbyła się premiera nowej strony internetowej, loga K5N i hasła przewodniego "Bądź sobą w Chrystusie". 

## Wyznanie wiary
Zaprzyjaźniliśmy się z Bogiem, który, według Pism, objawił nam się w Jezusie Chrystusie, przebywa w nas przez swego Ducha, zapewnia nam sensowne życie i czyni częścią wiecznych planów.